# Gumer von Engelsburg

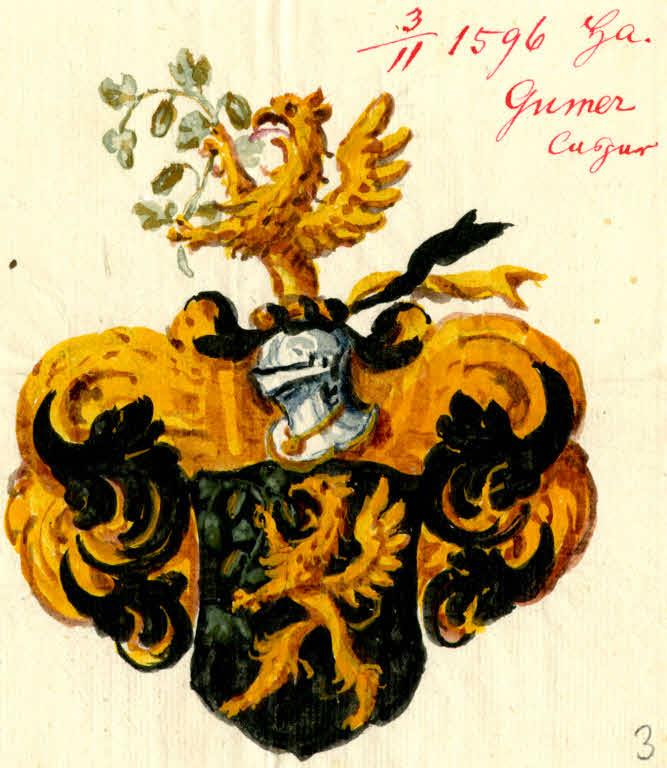
Stammwappen der Gumer (1596)

Gum(m)er von Engelsburg und Hochegg war der Name einer geadelten Bozener Kaufmannsfamilie. Die Gumer kamen durch zwei Handelsunternehmen zu Reichtum und Wohlstand und zählten über Jahrhunderte zu den wirtschaftlich und politisch einflussreichsten Familien der Stadt. Durch Einheirat waren die Gumer mit anderen altansässigen Bozner Kaufmannsfamilien versippt und verschwägert. In Folge des Firmenkonkurses von 1799 und 1817 büßten die Gumer zum größten Teil ihr Vermögen und Liegenschaften ein. 1897 ist das Geschlecht im Mannesstamm erloschen.  

## Geschichte

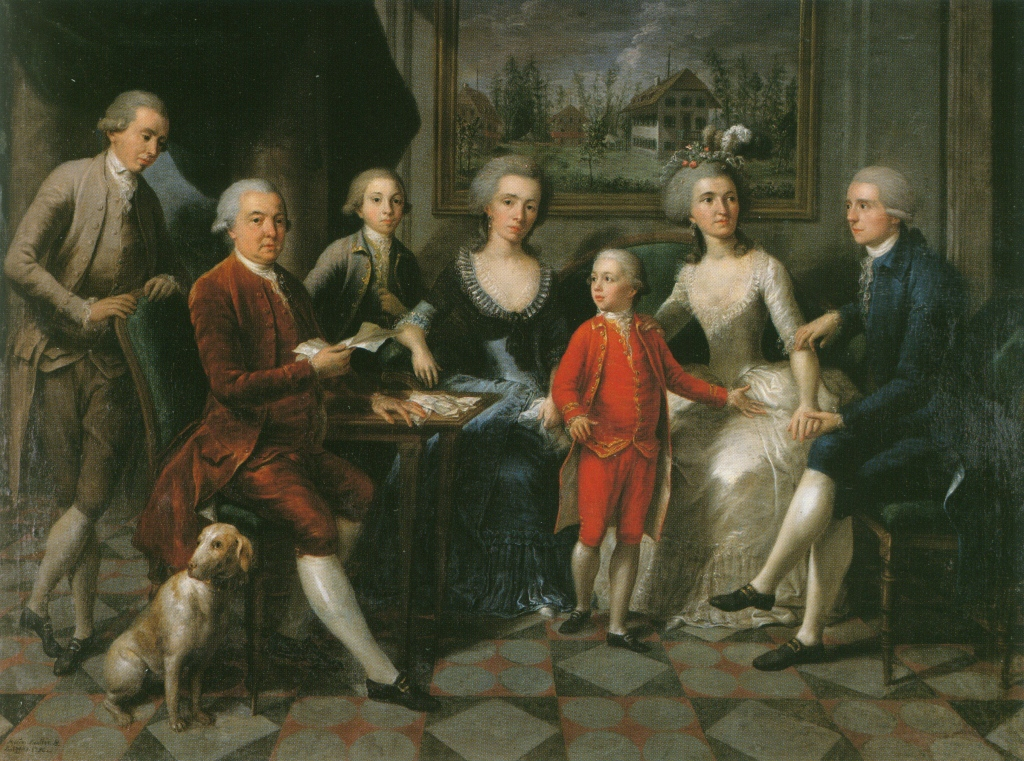
Die Familien Gumer und Menz 1786, im Hintergrund das Gumer-Sommerfrischhaus in Oberbozen, Porträt von Martin Knoller (1725–184)

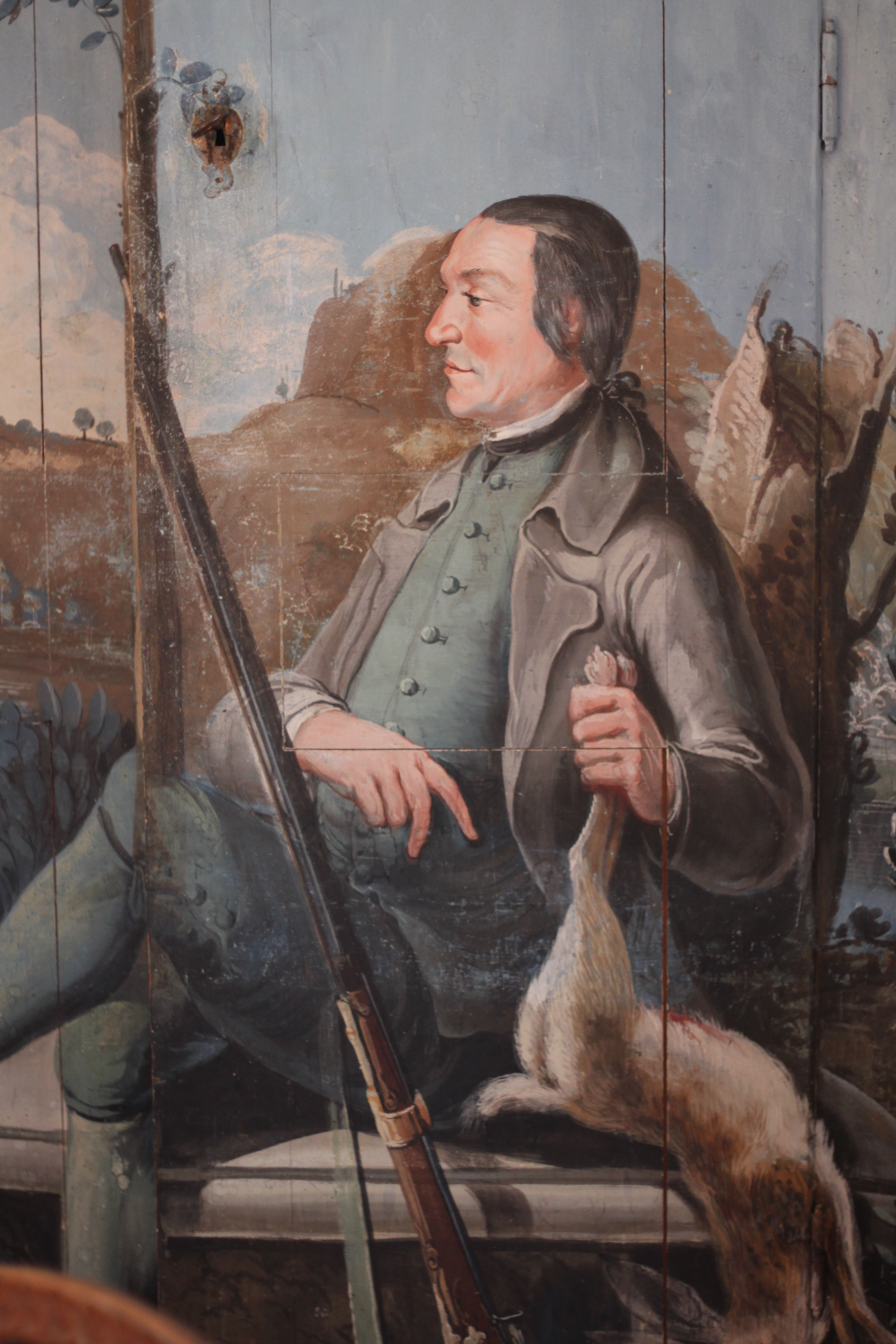
Franz von Gumer, Porträt von Martin Knoller im Großes Toggenburghaus

Die Familie stammte ursprünglich aus Bautzen in der Oberlausitz. Die Stammreihe beginnt mit Peter Gumer. Sein Sohn, der Zinngießer Kaspar Gumer († 1556/57) zog nach Bozen in die Grafschaft Tirol. Dessen gleichnamiger Sohn Kaspar Gumer (1554–1602) erhielt am 3. November 1596 von Erzherzog Mathias einen Wappenbrief mit Lehenartikel. Kaiser Leopold I. verlieh dem Rat und späteren Bürgermeister von Bozen Johann Gumer (1593–1680) am 30. September 1668 das Adelsdiplom mit dem Prädikat „von Engelsburg“ und eine Wappenbesserung. Mit seinen Söhnen Georg und Johann Gumer teilte sich das Geschlecht in zwei Linien bzw. zwei eigenständige Handelsunternehmen mit Namen Joseph und Johann Gumer. Anfang des 18. Jahrhunderts wirkte Johann Gumer († 1738) als Konsul, Rat und Bauherr. Von 1741 bis 1749 bekleidete Joseph Anton von Gumer (1699–1751) das Amt des Bürgermeisters von Bozen, der ein Kontor in der Bozener Laubengasse betrieb. Dort befand sich das sogenannte Gumer-Haus, seit der Mitte des 18. Jahrhunderts im Familienbesitz. Der Sohn von Johann, Franz von Gumer (1731–1794), fungierte von 1771 bis 1776 als Bürgermeister von Bozen und gründete 1780 in Bozen die erste Freimaurerloge. 1790 war er Mitglied der Merkantilmagistrats und der sogenannten „Bozner Partei“. 1790 hielt er sich als Landtagsdeputierter in Wien auf, wo er auch starb. Seinem Bruder, dem Kaufmann und Bankier Johann Gumer (1732–1793), lieh Kaiser Franz I. im Juli 1765 anlässlich der Heirat seines Sohnes Erzherzog Leopold einen Geldbetrag in Höhe von 200.000 Gulden in Form einer Anleihe.  
Nach dem Bankrott des Handelshauses von Franz von Gumer 1799 und der Zahlungsunfähigkeit von Joseph und Philipp von Gumer 1817 verlor die Familie größtenteils ihr Vermögen und Güter, darunter auch den Landsitz der Gumer, das später sogenannte Toggenburghaus im Weiler Maria Himmelfahrt am Ritten, welches 1818 der Gumer’schen Nichte Annette von Menz aus der Konkursmasse zufiel. Kaiserin Maria Theresia verlieh Anton Vinzenz von Gumer 1767 die Ratswürde. Seine Söhne waren der königlich-bayerische Gubernialrat und Kreishauptmann von Bozen Anton von Gumer (1763–1814) und Vinzenz von Gumer (1771–1821), der seine Ämterlaufbahn als Kreisadjunkt begann. 1808 wurde er königlich-bayerischer Kreisrat in Brixen und darauf vorübergehend Generalkommissar des Eisackkreises, der unter anderem die Vermögensaufnahme der säkularisierten Klöster einleitete. Nach der österreichischen Rückeroberung Tirols zog er sich 1814 nach Italien zurück und starb in Trient als Gubernialrat. Karl von Gumer (1797–1877) fungierte in Innsbruck als Landgerichtspräsident und dessen gleichnamiger Sohn (1833–1897) als k. k. Statthaltereirat in Gradiska, mit dem die Familie im Mannesstamm erloschen ist. Die Gumergasse in den Bozner Lauben ist nach der Familie benannt.

## Besitzungen (Auswahl)
- Haus Gumer in den Lauben 9 bzw. in der Gummergasse 6 in Bozen
- Haus Gummer in der Weggensteinstraße in Bozen
- Großes Toggenburghaus in Maria Himmelfahrt
- Kleines Toggenburghaus in Maria Himmelfahrt
- Haus Arz in Maria Himmelfahrt
- Ansitz Hochegg in Klobenstein

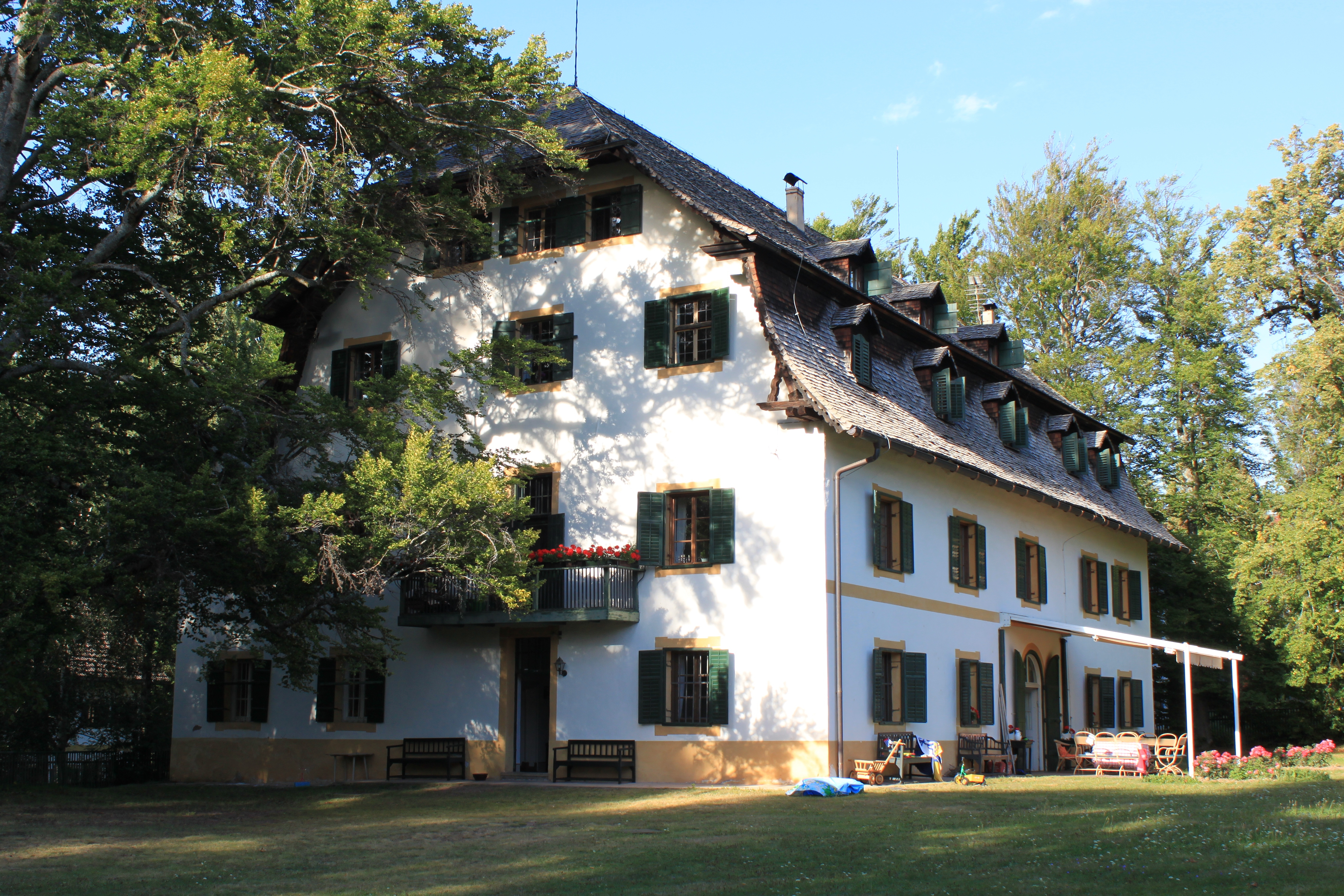
Großes Toggenburghaus vormals Gumer in Maria Himmelfahrt
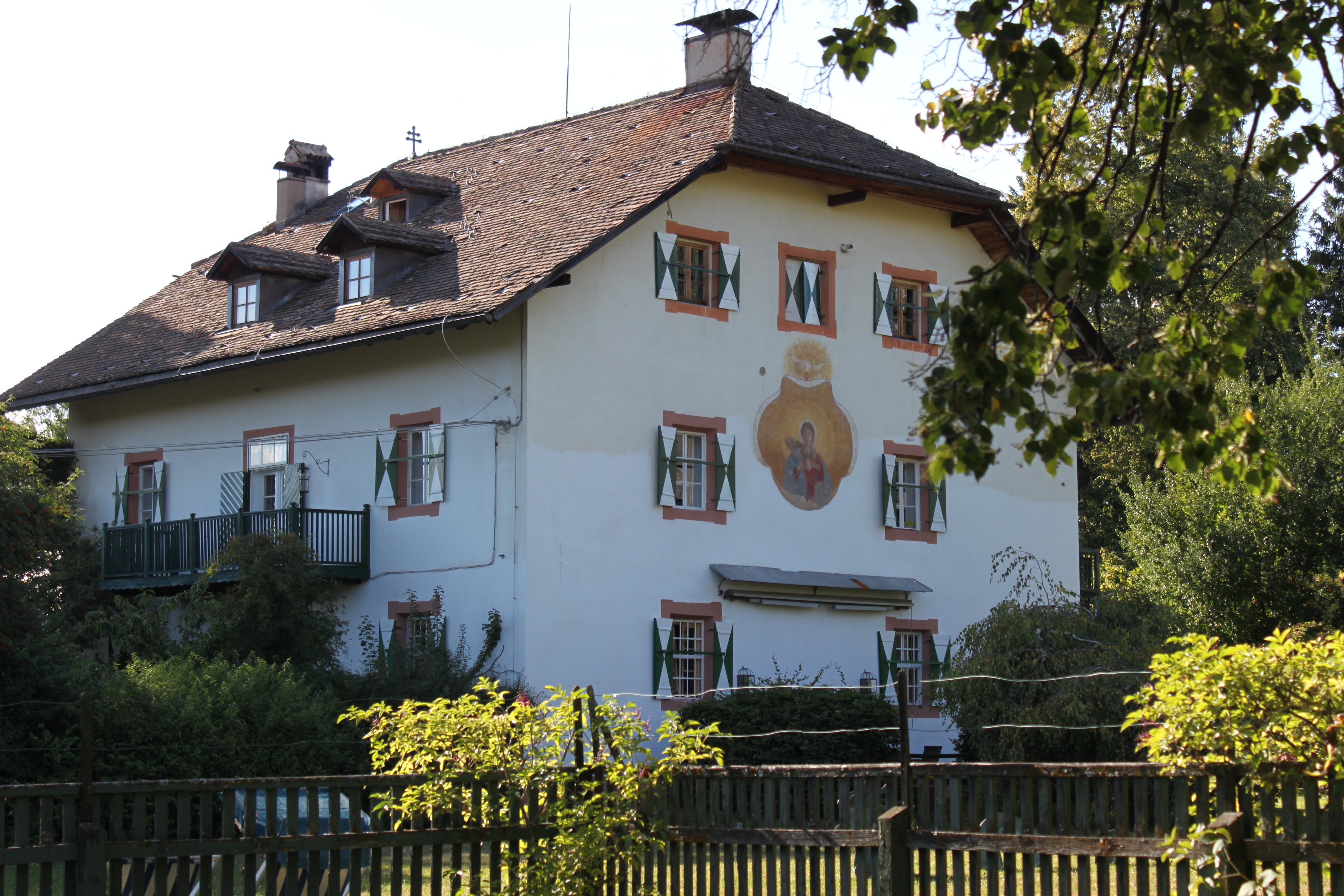
Kleines Toggenburghaus in Maria Himmelfahrt
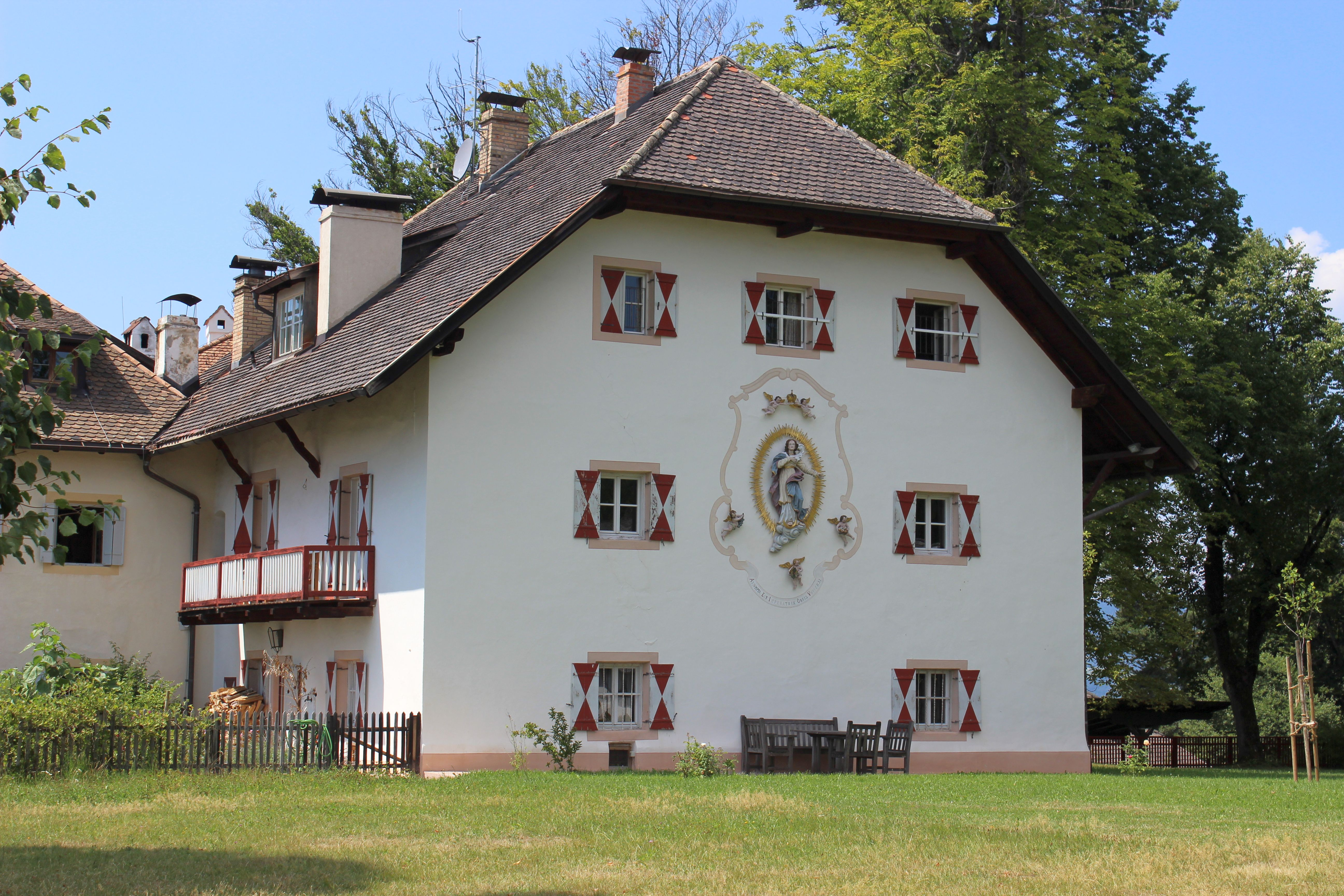
Haus Arz in Maria Himmelfahrt
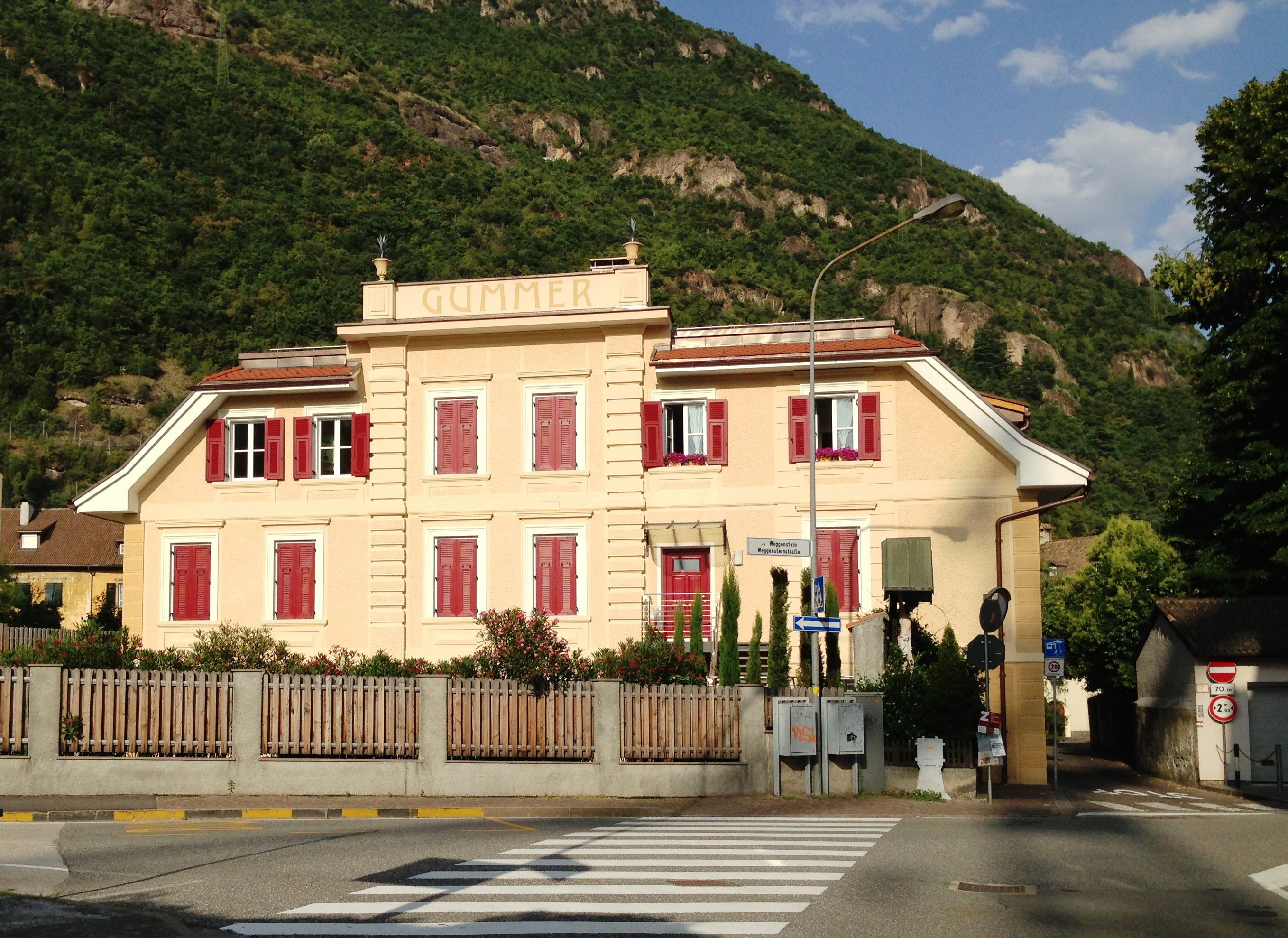
Haus Gummer in der Weggensteinstraße in Bozen

## Wappen
Blasonierung des Stammwappens von 1596: In Schwarz ein goldener Greif mit einem grünen Eichenzweig mit Blättern und Eicheln in den Krallen. Auf dem schwarz-golden bewulsteten Helm mit schwarz-goldenen Helmdecken der Greif mit Zweig wachsend.

## Genealogie (Auswahl)

### Hauptlinie
1. Peter Gumer 
  1. Kaspar Gumer († 1556/57), Zinngießer aus Bauzen
    1. Kaspar Gumer (1554–1602), 1596 Wappenbrief, ⚭ Anna Laimbrucher
      1. Johann Gumer (1593–1680), Bürgermeister, 1668 Adelsstand 
        1. Georg Gumer (1639–1688), ⚭ Elisabeth Schgraffer 
          1. Hieronymus Gumer (1667–1732), ⚭ Regina Zallinger, ⚭ Maria Klara Wolf 
            1. Joseph Anton Gumer (1699–1751), Bürgermeister, ⚭ Maria Katharina von Mayrl[10]
              1. Joseph Kaspar Anton von Gumer (1726–1793), ⚭ Maria Anna Eberschlager von Koflegg und Lehenegg, ⚭ Antonia Maria von Pfeiffersberg
                1. Maria Anna von Gumer (1759–1811), ⚭  Anton Georg Melchior von Menz
                  1. Annette von Menz (1796–1869), ⚭ Karl von Panzoldi, ⚭ Ludwig von Sarnthein

                2. Joseph Maria von Gumer (1771–1838)
                3. Philipp von Gumer

        2. Johann Gumer (1646–1691), ⚭ Magdalena Menz
          1. Johann Gumer (1673–1738), ⚭ Anna Barbara Baratti, ⚭ Maria Theresia Parth
            1. Johann Joseph von Gumer (1702–1756), ⚭ Maria Johanna Mayr
            2. Franz von Gumer (1731–1794), Bürgermeister, ⚭ Katharina Faber von Lanegg
            3. Johann von Gumer (1732–1793), ⚭ Magdalena von Franzin

### Jüngere Linie
1. Anton Vinzenz von Gumer, ⚭ Maria Josepha von Payr 
  1. Anton von Gumer (1763–1814), ⚭ Maria Franziska Hofmann von Leuchtenstern
    1. Karl von Gumer (1797–1877), Landgerichtspräsident 
      1. Karl von Gumer (1833–1897), k. k. Statthaltereirat

  2. Vinzenz von Gumer (1771–1821), Gubernialrat